# Toshima Sachiro
Sachiro Toshima (sinh ngày 26 tháng 9 năm 1995) là một cầu thủ bóng đá người Nhật Bản.

## Sự nghiệp câu lạc bộ
Sachiro Toshima đã từng chơi cho Albirex Niigata.